# محطة جامعة كوريا
محطة جامعة كوريا هي محطة مترو أنفاق على خط مترو الأنفاق سول رقم 6. تقع المحطة أمام المدخل الرئيسي لجامعة كوريا في العاصمة الكورية الجنوبية سول، وأحد مخارجها يرتبط مباشرة بالحرم الجامعي.